# Peter-Michael Kolbe
Peter-Michael Kolbe (Hamburgo, 2 de agosto de 1953 — Lübeck, 8 de dezembro de 2023) foi um remador alemão pentacampeão mundial.
Peter-Michael Kolbe competiu nos Jogos Olímpicos de 1976, 1984 e 1988, na qual conquistou a medalha de prata nas três oportunidades no skiff simples. Ele representava a Alemanha Ocidental.